# Philippe Roman
Philippe Roman est un auteur, scénariste et réalisateur français.

## Écriture de nouvelles
- Thaumaturge
- Sur le fil
- Fucking Four
- Dysnormaux
- Ma pin-up

## Filmographie
Télévision
- 2009 : L'Enfance à la barre, documentaire 52 min. Scénario et réalisation : Philippe Roman et Adrien Rivollier. Production : Cocottes-Minute Productions. Diffusion : Planète Justice / Lyon TV.
- 2007 : Les Choses possibles, série TV fiction 9 x 7 min. Réalisation : Philippe Roman. Production : JPL Productions. Diffusion : Lyon TV.
- 2007 : Antillais, documentaire 52 min. Adaptation du scénario : Philippe Roman. Réalisation : Olivier Kancel. Production : JPL Productions. Diffusion : Lyon TV.

Courts-métrages
- 2009 : Rien qu'un jeu, 15 min. Scénario et réalisation : Philippe Roman. Production : Parmi les Lucioles Films / Rhône-Alpes Cinéma. Avec la participation de la région Rhône-Alpes, du Ministère de la Justice, et des chaînes Planète Justice, TV Rennes, et Lyon TV.
- 2006 : Ma vie à reculons, 7 min. Scénario : Philippe Roman. Réalisation : Olivier Gresse.
- 2005 : Le Monde de Nicolas, 3 min. Scénario et réalisation : Philippe Roman.

## Publicités
- ReWild : publicité de type "hoax" pour le jeu transmédia ReWild, produit par Interactive 4D.
- Honda "Strip Chess" et "Water Fight" : appels à création, diffusion Internet. Prix du public concours Eyeka.
- Pages Jaunes : appel à création, diffusion Internet. Prix du public concours Eyeka.
- NRJ : appel à création, diffusion Internet.

## Corporate
- Films d'entreprise : Fédération du Bâtiment du Rhône, Keolis, Ecoplage, Saint-Gobain, Dehon, Dassault Systèmes, Ademe...
- Captations de concerts : Azian Z, Public Ennemy, Torocinelles...
- Clip vidéo : Moko.
- Films pédagogiques : CRDP de Lyon.